# KWrite
KWrite는 KDE 자유 소프트웨어 커뮤니티가 개발한 경량의 문서 편집기이다. K Development Environment 3부터 Kwrite는 케이트 문서 편집기와 KParts 프레임워크에 기반을 두고 있으며 케이트의 기능들 중 다수를 사용할 수 있다.

## 기능
- 내보내기(HTML, PDF, 포스트스크립트 포맷)
- 블록 선택 모드
- 코드 폴딩
- 북마크
- 구문 강조
- 인코딩 선택
- 줄 끝 모드 선택 (유닉스, 마이크로소프트 윈도우, 클래식 맥 OS)
- 자동 완성
- 플러그인 지원
- Vi 입력 모드 지원

## 같이 보기
- 케이트 (문서 편집기)